# Totalitarismo invertido
Totalitarismo invertido es un término acuñado por el filósofo político Sheldon Wolin en 2003 para describir la forma emergente de gobierno de los Estados Unidos. Wolin analizó que Estados Unidos se está convirtiendo cada vez más en una democracia dirigida (similar a una democracia iliberal). Utiliza el término "totalitarismo invertido" para llamar la atención sobre los aspectos totalitarios del sistema político estadounidense, haciendo hincapié en sus diferencias con el totalitarismo propio, como los regímenes nazi y estalinista. Definía el mismo también como la combinación de un cuerpo legislador débil, un aparato legal que es a la vez complaciente y represivo, un sistema de partidos en que cada uno de ellos, en el poder o en la oposición, se dedica a mantener el sistema existente para favorecer a una clase dominante integrada por los ricos y poderosos.
En Days of Destruction, Days of Revolt (Días de Destrucción, Días de Revuelta) de Chris Hedges y Joe Sacco, el totalitarismo invertido se describe como un sistema donde las corporaciones han corrompido y subvertido la democracia y donde la economía triunfa sobre la política. Cada recurso natural y ser vivo es mercantilizado y explotado hasta el punto de colapsar, a medida que la ciudadanía es arrullada y manipulada para rendir sus libertades y su participación en el gobierno a través del exceso de consumismo y sensacionalismo.

## Totalitarismo invertido y democracia dirigida
Wolin argumenta que Estados Unidos es cada vez más totalitario como resultado de movilizaciones militares repetidas: para luchar contra las potencias del Eje en la década de 1940, para contener a la Unión Soviética durante la Guerra Fría, y para luchar la guerra contra el terror después de los atentados del 11 de septiembre de 2001.
Wolin describe este desarrollo hacia el totalitarismo invertido en términos de dos centros de poder político conflictivos, el imaginario constitucional y el imaginario de poder. Wolin habla de imaginarios para incluir las tendencias políticas, así como las condiciones políticas existentes. Él explica:
Un imaginario político implica ir más allá y desafiar las capacidades, inhibiciones y limitaciones actuales con respecto al poder y sus límites apropiados y usos inapropiados. Prevé una organización de recursos, tanto ideales como materiales, en la que el potencial que se les atribuye se convierte en un reto para su realización. 
Wolin explica que el imaginario constitucional "prescribe los medios por los cuales el poder es legitimado, responsable y limitado". Refiriéndose a Thomas Hobbes, Wolin entiende el poder imaginario como una búsqueda del poder racionalizada por el miedo a la mortalidad colectiva. El poder imaginario puede "socavar o invalidar los límites establecidos en el imaginario constitucional" por miedo a un enemigo peligroso:
Un poder imaginario suele ir acompañado de una misión justificante ("derrotar al comunismo" o "cazar terroristas dondequiera que se escondan") que requiere capacidades medidas contra un enemigo cuyos poderes son dinámicos pero cuya localización exacta es indeterminada.
El poder imaginario no sólo reduce la democracia dentro de Estados Unidos, sino que también promueve a Estados Unidos como "superpotencia" que desarrolla y expande su posición actual como única superpotencia global.
Mientras que las versiones del totalitarismo representadas por el nazismo y el fascismo consolidaron el poder mediante la supresión de las prácticas políticas liberales que habían hundido sólo las raíces culturales superficiales, la superpotencia representa un impulso hacia la totalidad que parte del escenario donde el liberalismo y la democracia se han establecido durante más de dos siglos. Es el nazismo al revés,"totalitarismo invertido". Si bien es un sistema que aspira a la totalidad, está impulsado por una ideología de la "raza maestra" (Herrenvolk) y no por el "ideal", sino por lo material.

## Recepción
El libro de Sheldon Wolin, Democracy Incorporated: Managed Democracy and the Specter of Inverted Totalitarianism (Democracia Incorporada: Democracia Gestionada y el Espectro del Totalitarismo Invertido) recibió un Premio Literario Lannan por un Libro Especialmente Notable en 2008.
El politólogo y autor Chalmers Johnson, en una reseña de Wolin's Democracy Incorporated en Truthdig, escribió que el libro es una "crítica devastadora" del gobierno contemporáneo de Estados Unidos -incluyendo la forma en que ha cambiado en los últimos años y las acciones que "debe" emprenderse si no quiere desaparecer en la historia junto con sus predecesores totalitarios clásicos: Italia fascista, Alemania nazi y Rusia bolchevique."En opinión de Johnson, Wolin's es uno de los mejores análisis de por qué es improbable que las elecciones presidenciales sean efectivas para mitigar los efectos perjudiciales del totalitarismo invertido. Johnson escribe que el trabajo de Wolin es "totalmente accesible" y que entender el argumento de Wolin "no depende de poseer ningún conocimiento especializado". Johnson cree que el análisis de Wolin es más una explicación de los problemas de Estados Unidos que una descripción de cómo resolver estos problemas, "sobre todo porque Wolin cree que el sistema político de Estados Unidos es corrupto y fuertemente influenciado por las contribuciones financieras principalmente de los donantes ricos y corporativos, pero que sin embargo el análisis de Wolin sigue siendo uno de los mejores discursos sobre dónde se equivocó Estados Unidos".